# 川角太閤記
『川角太閤記』（かわすみ たいこうき）は、江戸時代初期に書かれたといわれる、豊臣秀吉に関する逸話をまとめた書籍。川角三郎右衛門著。全五巻。

## 概要
本書は田中吉政に仕えた川角三郎右衛門が、秀吉と同時代の当時の武士から聞いた話をまとめた「聞書」や覚書を元にして書かれたとする。元和7年から寛永2年（1621年‐1625年）に成立したものとみられるが、嘉永元年（1848年）に紀州藩の儒学者三宅稹卿が発見、翌年稹卿の子三宅弘道が校訂を行い、嘉永4年（1852年）に発刊された。
内容は、天正10年の織田信長の甲州征伐から太閤秀吉の死後、関ヶ原の戦いのある慶長5年ぐらいまでで、主に秀吉の軍功を中心にしているが、秀吉以外の武将の逸話も多く、物語体や編年体ではなく、個別の逸話が覚書の形式で条々で書かれており、それが大まかに年代順に並んでいるので、一部は年代不詳の逸話もある。
明智光秀の旧臣でその後前田利長に仕えた山崎長門守や、豊臣秀次の馬廻だった林亀之助などの話があり、比較的に史料価値があると判断されているので、本能寺の変や豊臣秀次事件などに関する史料としてしばしば引用される。

## 書籍情報
原文
- 『戦国史料叢書 第1 太閤史料集』（人物往来社、1965年)
- 近藤瓶城 編「国立国会図書館デジタルコレクション 川角太閤記」『史籍集覧. 19』近藤出版部、1921年。
- 無名氏 編『国立国会図書館デジタルコレクション 川角太閤記』甫喜山景雄、1880年。
- 共同出版株式会社編輯局 編『国立国会図書館デジタルコレクション 川角太閤記. 上』共同出版、1909年。
- 共同出版株式会社編輯局 編『国立国会図書館デジタルコレクション 川角太閤記. 下』共同出版、1909年。（巻末に通しの目次あり）

現代語訳
- 『川角太閤記』 志村有弘 訳（日本合戦騒動叢書、勉誠社）ISBN 978-4585051091